# Mario Gandelsonas
Mario Gandelsonas (Buenos Aires, 14 de diciembre de 1938) es un arquitecto y teórico argentino especializado en urbanismo y semiótica, establecido en Nueva York. Director del Center for Architecture, Urbanism and Infrastructure, también ha impartido clases en las universidades de Yale, Harvard y Princeton, entre otros. En 1980. junto con su mujer, la también arquitecta Diana Agrest, fundó el estudio Agreste and Gandelsonas Architects. 
Entre sus publicaciones, destacan The Urban Text (MIT Press, 1992), X-Urbanism, Architecture and the American City, (Princeton Architectural Press, 1999) y Garden [City] State, Slow Infrastructure for New Jersey (CAUI Publications, Island Press 2013), entre otras.